# دورون ألموغ
دورون ألموغ (ولد عام 1951 باسم دورون أفروتسكي) هو جنرال سابق في احتياطي الجيش الإسرائيلي. في عام 2016 حصل على جائزة إسرائيل لإنجاز العمر.

## حياته

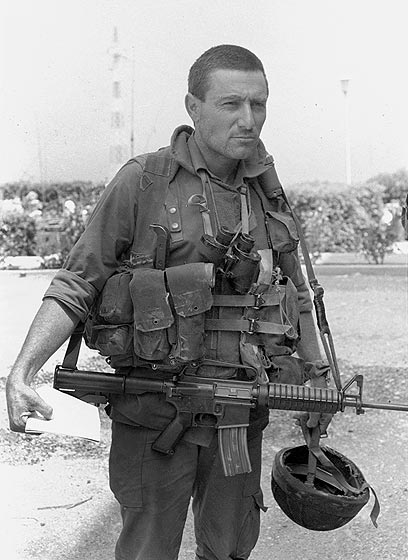
ألموغ خلال حرب لبنان 1982

ولد دورون الموج في مدينة ريشون لتسيون، وهو الابن الأكبر لأربعة أطفال. التحق بالمدرسة ريئالي العبرية في حيفا، والتحق بمدرسة عسكرية داخلية عندما كان في المدرسة الثانوية. في عام 1973، قُتل شقيقه عيران، أثناء خدمته كجندي في سلاح المدرعات في الجيش الإسرائيلي، أثناء معركة يوم الغفران (حرب أكتوبر 1973).
تزوج ألموج من ديدي فريدا عام 1978، وأنجبا ثلاثة أطفال: نيتسان وعيران وشوهام. ولد ابنه عيران، الذي سمي على اسم أخيه، بتلف في الدماغ، ويعاني من مرض التوحد الشديد والتخلف العقلي. وتوفي عن عمر يناهز 23 عامًا في عام 2007.  وولدت ابنته شوهام بإصابة بالغة في أحد شرايين القلب، وتوفيت بعد شهر من ولادتها عام 1991.
أسس ألموغ قرية «عاليه نجف»، وهي قرية للمعاقين تقدم خدمات سكنية وطبية واجتماعية للمعاقين في جنوب إسرائيل. وبعد وفاة عيران، تم تغيير اسم «عاليه نجف» إلى «ناخالات عيران».
خمسة من أفراد عائلة الموج من حيفا هم: زائيف ألموج (71) وزوجته روث (70) وابنهما موشيه (43) وحفيداه تومر الموغ (9) وعساف ستاير (11) قتلوا في تفجير انتحاري بمطعم مكسيم في مدينة حيفا في 4 تشرين الأول (أكتوبر) 2003، بينما أصيب أورين الموغ، (10 أعوام)، بجروح بالغة وفقد بصره.
ويعيش ألموج في نيس زيونا.

## مسيرته العسكرية

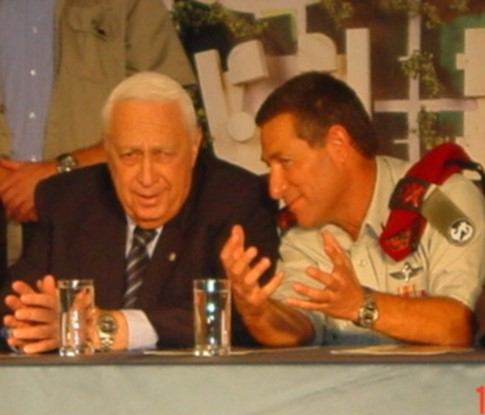
ألموغ (على اليمين)، أثناء عمله في منصب رئيس القيادة الجنوبية في الجيش الإسرائيلي آنذاك، مع رئيس الوزراء أرييل شارون.

تم تجنيد ألموغ في الجيش الإسرائيلي في عام 1969. وتطوع كمظلي في لواء المظليين، وقاتل كجندي وكقائد فرقة خلال حرب الاستنزاف.
كان أول عمل له هو عملية رودس. وفي عام 1971 أصبح ضابط مشاة بعد تخرجه من مدرسة الضباط المرشحين.
في فبراير 1973، شارك في عملية هود 54-55، وهي غارة إسرائيلية على لبنان لتدمير أهداف تابعة لحركة فتح.
حارب ألموغ في حرب يوم الغفران كقائد سرية في كتيبة المظلات 202 على جبهة سيناء. وفي وقت لاحق، تولى قيادة سرية الاستطلاع التابعة للواء المظليين الخامس والثلاثين.
قاد ألموغ قوة من الضباط والجنود من السرية في عملية عنتيبي، وكان أول جندي يهبط على المدرج في عنتيبي، ووضع علامة عليه وقام بتأمينه للطائرات الإسرائيلية القادمة، ثم قاد عملية الاستيلاء على برج مراقبة المطار أثناء عملية الإنقاذ.
في حرب لبنان عام 1982، قاد كتيبة الاستطلاع التابعة للواء المظليين الخامس والثلاثين خلال قتال عنيف ضد عناصر منظمة التحرير الفلسطينية والجيش السوري.
في عامي 1984-1985 تولى قيادة وحدة شالداغ في الجسر الجوي السري لنقل سبعة آلاف يهودي تابعين لجماعة بيتا إسرائيل (أو «الفلاشا») المهددة بالخطر، من إثيوبيا إلى إسرائيل فيما عُرف باسم «عملية موسى». كما شارك في عمليات خاصة في لبنان.
في وقت لاحق قاد اللواء 35 مظليين في عمليات مكافحة حرب العصابات في صراع جنوب لبنان.
وفي آخر منصب له، كرئيس للقيادة الجنوبية للجيش الإسرائيلي من 2000-2003، قام بتأمين حدود قطاع غزة ضد تسلل المسلحين الفلسطينيين.[بحاجة لمصدر]

## الجدل
في 10 سبتمبر 2005، وحين وصل ألموج وزوجته إلى لندن على طائرة تابعة لشركة العال الإسرائيلية، في رحلة هدفها جمع التبرعات لمنظمة «عاليه»، وهي منظمة خدمات المعوقين ساهم هو في تأسيسها، تم إبلاغ الموج من قبل السفارة الإسرائيلية أن مذكرة صدرت باعتقاله بشبهة انتهاك اتفاقية جنيف لعام 1949 فيما يتعلق بتدمير المنازل في غزة. أصدر المذكرة رئيس قضاة لندن، تيموثي وركمان، من محكمة بو ستريت الابتدائية. وقدم الالتماس دانيال ماتشوفر وكيت ماينارد المحامين في المركز الفلسطيني لحقوق الإنسان.
تمركز ضباط مكافحة الإرهاب في شرطة العاصمة في مكتب الهجرة. وكان من المقرر اعتقال ألموغ عندما يقدم نفسه لإنهاء الأوراق، لكن الملحق العسكري الإسرائيلي نصحه بالبقاء على متن الطائرة والعودة إلى إسرائيل. بقي ألموج وزوجته على متن الطائرة لمدة ساعتين قبل إقلاعها إلى مطار بن غوريون.
اتضح لاحقًا أن ضابط مكافحة الإرهاب المسؤول عن العملية كان يخشى من إحداث أضرار للأمن العام ومن التأثير السلبي على العلاقات الدبلوماسية بسبب احتمال مواجهة حراس شركة العال وحراس ألموغ الشخصيين. وكان مصدر القلق الثاني هو التبعات القانونية للصعود إلى الطائرة بعد أن رفضت شركة العال دخول الشرطة.     
واعتذر وزير الخارجية البريطاني جاك سترو لنظيره الإسرائيلي عن الحادث وقال إنه تم سحب مذكرة التوقيف. ذكرت صحيفة الغارديان أن حكومة المملكة المتحدة كانت «تدرس منع الأفراد العاديين من تقديم طلباتهم إلى القضاة لملاحقات قضائية على جرائم الحرب.». ولم تتمكن اللجنة المستقلة لشكاوى الشرطة من تحديد مصدر التسريب. 
في عام 2009، كان ألموج من بين المسؤولين الإسرائيليين الذين حققت معهم المحكمة الوطنية في إسبانيا، وهي محكمة خاصة واستثنائية في إسبانيا، بشأن اغتيال مسؤول حماس صلاح شحادة عام 2002. وتم إسقاط التحقيق على أساس أن الهجوم قد تم بالفعل التحقيق فيه من قبل السلطات في إسرائيل.

## بعد التقاعد
تم تكليف ألموغ بمسؤولية تنفيذ مشروع القانون الخاص بترتيب الاستيطان البدوي في النقب، مما أدى أيضًا إلى احتجاجات إسرائيلية عام 2013.

## جائزة إسرائيل
حصل ألموج على جائزة إسرائيل لإنجاز العمر في عام 2016. وتُمنح جائزة إسرائيل من قبل دولة إسرائيل وتعتبر بشكل عام أعلى وسام شرف للدولة. يتم تقديمه سنويًا، في يوم الاستقلال الإسرائيلي، في احتفال رسمي في القدس، بحضور رئيس الجمهورية ورئيس الوزراء ورئيس الكنيست (الهيئة التشريعية الإسرائيلية) ورئيس المحكمة العليا.
وعندما تسلم الموج جائزته وقف الجمهور على اقدامهم ليصفقوا له. وتحدث ألموج عن عمله كمؤسس لقرية تأهيل للأطفال المعوقين، والتي سميت تكريما لابنه عيران الذي توفي عام 2007. وقال: «باسم عيران واسم أصدقائه الذين لم يعرفوا ما هو الاستقلال، أطلب أن يكون هذا الحفل بداية رحلة لـ tikkun olam (إصلاح العالم)، وجعل المجتمع الإسرائيلي أكثر صبرًا، وأكثر احتواءً. وهي خطوة صغيرة نحو مجتمع نموذجي». 